# گارباتکا نووا
گارباتکا نووا (به لهستانی:  Garbatka Nowa) یک روستا در لهستان است که در گمینا گارباتکا-لتنگسکو واقع شده‌است.
 گارباتکا نووا  ۱۶۰ نفر جمعیت دارد.